# Chira (fiume)
Il Chira (in spagnolo Río Chira) è un fiume del Ecuador meridionale e del Perù settentrionale.

## Corso
Il Chira è un fiume internazionale e il suo bacino idrografico ha una superficie di 19.095 chilometri quadrati, di cui 7.162 in Ecuador e 11.933 in Perù. Il fiume nasce dalla Cordigliera Occidentale delle Ande, in Ecuador, ad oltre 3.000 metri di altezza, con il nome Catamayo. Dopo aver percorso 150 chilometri, si unisce al fiume Macará, prendendo il nome Chira. In seguito il fiume forma per 50 km il confine tra Perù ed Ecuador fino ad incontrarsi con il fiume Alamor. Da qui continua il suo tragitto in territorio peruviano, scorrendo in direzione sud-ovest, per sfociare infine nell'oceano Pacifico, a venti chilometri dalla città di Piura. In totale percorre un tragitto di circa 500 km.

## Bacino di Poechos
Al confine fra Ecuador e Perù, il Chira viene convogliato nel bacino di Poechos. La diga è utilizzata per regolarizzare i flussi del fiume, in modo che questi possano essere utilizzati per l'irrigazione e per alimentare il fiume Piura, nel suo periodo più secco (attraverso il canale Chira-Piura).